# Christoph Reuter
Christophe Reuter est un journaliste, correspondant de guerre et auteur allemand né le 14 janvier 1968 à Sande.

## Biographie
Après le lycée, il obtient une maîtrise en sciences politiques, études islamiques et germanistique de l'Université de Hambourg, avant d'être diplômé de l'école de journalisme Henri Nannen de Hambourg.

### Carrière
Après ses premières expériences de journaliste, Reuter, qui parle couramment l'arabe, devient est correspondant à l'étranger à Bagdad puis à Kaboul à partir de 2003. Il effectue des reportages pour GEO, Stern, Greenpeace Magazin et Die Zeit entre le Maroc et le Kirghizistan, principalement sur le Moyen-Orient et l'Afghanistan. Pour cela, il reçoit le prix Axel Springer en 1997.
En 2002, il publie son livre sur les kamikazes, Ma vie est une arme, publié en anglais en 2004 chez Princeton University Press, et classé par le Washington Post comme un ouvrage fondateur sur le sujet. Il est traduit dans sept autres langues, dont l'italien, le suédois et le polonais.
En 2004, Christoph Reuter publie avec Susanne Fischer le livre Café Bagdad. La formidable vie quotidienne dans le nouvel Irak. En Irak, ses voyages le mènent des vallées montagneuses du Kurdistan en passant par les villes saintes de Karbala et Najaf jusqu'aux forêts de palmiers et aux marécages du sud.
Il a également travaillé comme chargé de cours en recherche d'investigation à l'Institute for War and Peace Reporting et a également formé des journalistes en Afghanistan, en Irak et au Liban.
Le 25 juillet 2007, certaines agences de presse rapportent à tort que Christoph Reuter aurait été enlevé en Afghanistan. Il s'agissait en réalité du journaliste danois d'origine afghane, Nagieb Kahja, relâché après quelques heures.
De décembre 2009 à mars 2010, Christoph Reuter et le photojournaliste Marcel Mettelsiefen effectuent des recherches à Kunduz, qui donnent la publication Kunduz, 4 septembre 2009. Recherche d'indices, suivi d'avril à juin 2010 avec Mettelsiefen dans l'exposition au Kunstraum Potsdam avec des photos de victimes du raid aérien de 2009 par la Bundeswehr près de Kunduz.
En 2011, il passe de Stern au Spiegel, où il travaille depuis lors en tant que reporter au département des affaires étrangères.
En 2012, il est nommé « Reporter de l'année » Medium Magazine pour ses reportages sur la guerre civile syrienne.
Il est arrêté alors qu'il traversait illégalement la frontière entre la Syrie et la Turquie en 2015, puis expulsé de Turquie.
En 2015, Reuter reçoit le Prix Bayeux-Calvados des correspondants de guerre pour son reportage Haji Bakr, le cerveau de la terreur sur Haji Bakr, chef de l’État islamique, abattu en 2014,. En avril 2015, son livre The Black Power : The Islamic State and the Strategists of Terror est publié et Die Strategen des Terrors, pour lequel il a reçu le NDR Kultur Sachbuchpreis en novembre. Toujours en 2015, il reçoit le « Prix fédéral de la conférence de presse ».
Après que les talibans ont pris le contrôle de l'Afghanistan à l'été 2021, Reuter se rend à Kaboul et rend compte de la situation des habitants après la prise du pouvoir par les talibans et après leur proclamation de l'émirat islamique d'Afghanistan.
Après l'invasion russe de l'Ukraine le 24 en février 2022, il rend rendu compte pour Der Spiegel des événements de la guerre à Kiev et décrit comment les personnes originaires d'Afrique qui fuient l'Ukraine ont dû attendre des jours dans une file d'attente supplémentaire, dans la ville frontalière de Schehyni pour sortir du pays. Fin mars 2022, il effectue un reportage depuis la petite ville dévastée de Trostianets, dans l'est de l'Ukraine, après le retrait des occupants russes.

## Prix et récompenses
- 2015 : Prix Bayeux Calvados des correspondants de guerre[7]

## Publications
- Maryam A., Mein Leben im Kalifat
- Die schwarze Macht der Islamische Staat und die Strategen des Terrors